# Крымский геккон
Крымский геккон (лат. Mediodactylus danilewskii) — вид небольших ящериц из семейства гекконов. Ранее рассматривался в качестве подвида средиземноморского тонкопалого геккона (Mediodactylus kotschyi). Обитает в Крыму, юго-западном Причерноморье, востоке Балканского полуострова, юго-западе Малой Азии и на одном небольшом острове в Средиземном море, везде очень редок.

## Описание
Небольшая ящерица, общая длина тела — более 10 см. Длина тела без хвоста у гекконов в Крыму может достигать 5 см у самцов и 5,5 см у самок. Однако чаще длина этих ящериц несколько меньше, средняя длина половозрелых самцов в Крыму составляет 4 см, половозрелых самок — 4,4 см. Хвост почти всегда немного длиннее тела, в среднем примерно на 15 %, хотя иногда может быть и в полтора раза длиннее тела. В очень редких случаях он равен телу по длине или до 2 % меньше. Наибольшая длина хвоста у гекконов в Крыму — 5,7 см (♀). Масса самцов с Крымского полуострова достигает до 2,5 г, самок — 3 г. Гекконы этого вида наиболее крупные в крымских популяциях, в других частях ареала эти ящерицы несколько меньших размеров: в Болгарии максимальная длина тела самцов 4,3 см, самок — 4,9 см, в Турции — 4,6 см. В Крыму наиболее крупные особи встречаются в самой восточной части ареала этого вида на полуострове, в окрестностях Алушты.
Тело и особенно голова геккона значительно уплощены (приспособление к жизни в расщелинах между камнями и под отставшей корой деревьев). Морда спереди несколько заостренная и немного вогнутая сверху, её длина от конца до верхнего края глаза больше, чем высота головы в области затылка. Орбиты глаз большие и значительно выдаются над поверхностью головы. Глаза без век, с вертикальным зрачком, имеющим волнистые контуры. На боках тела хорошо выражены продольные кожные складки, по одной с каждой стороны.
Голова сверху покрыта мелкими зернистыми чешуйками, между которыми на затылочной и особенно височной областях расположены мелкие зернышки. На задней части головы между мелкими чешуйками разбросаны отдельные шипики — конической формы заостренные чешуйки. Между серединами орбит глаз поперёк головы расположено 12—19 чешуек. Вокруг каждой ноздри снизу находятся межчелюстной и первый верхнегубный щитки, сверху — 3—4 носовые чешуйки, из которых первая с середины обычно больше и является одним из двух межносовых щитков. Носовых щитка три, у двух третей особей они разделены одной чешуйкой, у одной трети — соприкасаются между собой, изредка между ними может быть две чешуйки. Межчелюстной щиток трапециевидной четырёхугольной формы, сверху посередине он более чем до половины надрезан. Ширина этого щитка по нижнему краю более чем в полтора раза превышает его высоту. Верхнегубных щитков 5—8, нижнегубных — 7—10. Второй верхнегубный щиток по высоте почти равен первому. Подбородочный щиток у трёх четвертей особей треугольной формы, у одной четверти — пятиугольный, по бокам имеет надрезы. Нижнечелюстных щитков почти всегда 3 пары (в крайне редких случаях их бывает 2 или 4 пары), щитки первой пары самые большие, они обычно соприкасаются между собой (очень редко бывают разделены чешуйкой), второй пары — немного меньше и не соприкасаются. Позади них расположены ещё несколько пар щитков, между которыми нижняя челюсть покрыта более мелкими чешуйками, которые в направлении к передним конечностям становятся всё более мелкими.
На верхней стороне и по бокам туловища и на верхних сторонах конечностей чешуйки мелкие, зернистые, гладкие или со слабо выраженными рёбрышками (на бёдрах задних ног ребристость немного более выражена, чем на передних). Однако среди них есть более крупные овальные, ребристые, выпуклые чешуйки — бугорки, расположенные 8—13, чаще всего 12, продольными рядами. Расстояние между отдельными бугорками в этих рядах примерно равно их ширине. Такие же бугорки есть на верхних сторонах конечностей. На брюхе чешуя гладкая, округлая и расположена черепицеобразно более-менее правильными продольными рядами, в которых насчитывается от 89 до 112 чешуек. Поперёк брюха располагается 22—30 чешуек. Под пальцами на конечностях имеются пластинки, количество которых 14—21. Хвост преимущественно покрыт обычными мелкими гладкими чешуйками. На верхней стороне передней половины хвоста между ними находятся особенно крупные шиповидные чешуи, расположенные поперечными рядами, придающими хвосту сегментированный вид. При этом «сегменты» соответствуют хвостовым позвонкам. Между шипиками в рядах и между самими рядами расположены мелкие чешуйки. Снизу хвост покрыт более-менее крупными гладкими многоугольными щитками, которые становятся всё более мелкими в направлении к концу хвоста. На одном «сегменте» их 1 или 2. Преанальных пор от 2 до 9, у самцов также есть 6 пар анальных пор. Постанальных бугорков по одному с каждой стороны.
Окраска крымского геккона камуфляжная, маскирующая его на субстрате. Основной фон окраски пепельно- или песочно-серый. Верхняя сторона от затылка до кончика хвоста покрыта тёмными, бурыми или тёмно-серыми, зигзагообразными поперечными полосами с размытым передним контуром и чётким задним. Такие же полосы есть на верхних сторонах конечностей. На спине таких полос бывает от 5 до 8, но чаще всего 6. Каждая из них имеет М-образную форму, при этом на середине спины они имеют вид направленных вершинами назад углов. На хвосте таких полос 10—12, они более близко расположены, у молодых гекконов окаймлены охристыми или светло-оранжевыми узкими полосами. По бокам головы через глаза проходят бурые или тёмно-серые прерывающиеся полосы, продолжающиеся на боках тела до основания задних ног. Сверху на голове имеются такого же тёмного цвета пятнышки. Брюхо светлое с пепельным оттенком по бокам и кремовым, желтоватым, желтовато-зеленоватым или грязновато-белым посередине. Низ хвоста желтоватый, светло-оранжевый или красновато-охристый, более яркий у молодых особей. В целом интенсивность окраски и рисунка может у одной и той же особи изменяться в зависимости от её физиологического состояния.

## Ареал и места обитания

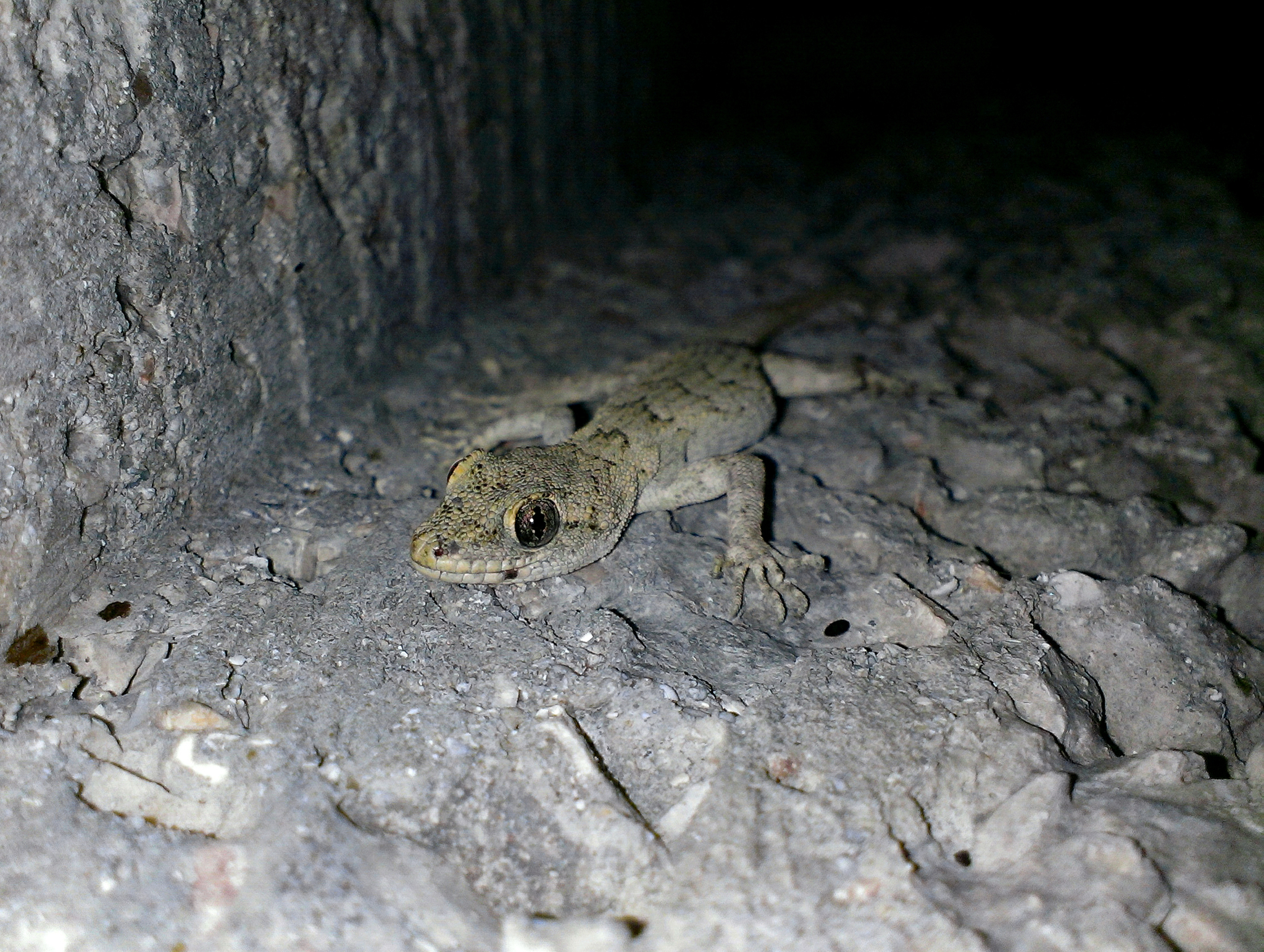
Крымский геккон обитает в скалисто-каменистых биотопах, на поверхности появляется только в сумерках и ночью

Причерноморско-восточносредиземноморский субтропический вид, ареал крымского геккона разорванный, разделён на четыре обособленные и достаточно удалённые одна от другой части: одна из них, самая северная, — на полуострове Крым, другая — на востоке Балканского полуострова, включает юго-западное Причерноморье, третья — на юго-западе полуострова Малая Азия, и четвёртая, самая южная и одновременно самая западная, — на небольшом острове Гавдос (самом южном острове Греческого архипелага и Европы вообще), расположенном в центрально-восточной части Средиземного моря немного южнее острова Крит. В Крыму геккон распространён на Южном берегу от мыса Херсонес до окрестностей Алушты. В 1980 году был интродуцирован в Карадаге: в начале июля 26 особей из Херсонеса были выпущены в трёх разных местах Карадагского заповедника, где успешно прижились. На Балканском полуострове эта ящерица обитает в восточной его части, где её ареал охватывает почти всё его черноморское побережье от северо-востока Болгарии (на юг от Варны) до пролива Босфор, а кроме того юго-восток Болгарии, европейскую часть Турции и крайний северо-восток Греции (Эврос). В Малой Азии область распространения ограничивается её юго-западной частью и охватывает Ликийский полуостров с прилегающими районами.
Обитает на скалах и в лесах средиземноморского типа на южных склонах гор, где встречается на стволах деревьев. При этом окраска верхней стороны тела геккона сливается с цветом коры, достаточно хорошо его маскируя. Кроме того, гекконы населяют руины древних построек (в частности Херсонеса), современные хозяйственные и жилые каменные и деревянные постройки, каменные укрепляющие дороги кладки, встречаются на каменных заборах и стенах зданий и даже в помещениях. Гекконы групп, обитающих среди руин или построек, изредка могут встречаться под корой старых можжевеловых деревьев и пней, находящихся вблизи. Плотность популяции гекконов в местах обитания может варьировать от 3—4 особей на 1 м² у фонарей на стенах строений до 1 особи 100—1600 м² среди античных руин.

## Образ жизни
Крымские гекконы ведут сумеречно-ночной образ жизни, активны вечером и в первую половину ночи, примерно до полуночи. В затенённых местах эти ящерицы начинают появляться из дневных укрытий ещё до захода солнца, около 19 часов. К 21 часу уже наблюдается массовый выход этих животных из укрытий, пик активности и наибольшее количество гекконов на поверхности наблюдается около 22 часов. Однако уже к 24 часам ящерицы прячутся обратно в укрытия. Исключение составляют только особи синантропных популяций, обитающие в населённых пунктах около уличных и иных фонарей, которые проявляют активность и во второй половине ночи, уходя в убежища значительно позже, последние из них — только на рассвете, когда фонари выключают. В дневное время и в непогоду они прячутся в расщелинах между камнями и под отставшей корой деревьев. Однако ранней весной и поздней осенью крымские гекконы выходят на поверхность и днём, греясь на солнце.
В укрытиях гекконы проводят и всю зиму. Время появления гекконов из укрытий после зимовки зависит от погодных условий и может изменяться по годам и в разных местностях. Так, наиболее ранние сроки проявления весенней активности отмечались в разных местах в Крыму и в конце марта и в конце апреля.
Весной, в апреле—мае, гекконы в Крыму встречаются на поверхности при температуре воздуха +13…+14,8 °С и даже +12 °С, в то время как летом они не встречаются при температуре ниже +18 °С. Наибольшую активность крымские гекконы проявляют при температуре +26 °С. У двигающихся ящериц температура тела повышается на 1 °С по сравнению с температурой окружающего воздуха.

## Питание
Крымский геккон питается в основном мелкими насекомыми и пауками, в небольшом количестве поедает мокриц. Поедает небольших жуков-щелкунов (Elateridae), гусениц бабочек-пядениц (Geometridae), прямокрылых насекомых (Orthoptera).

## Размножение
В мае—июне самка откладывает 1—2 яйца, молодые вылупляются в июле—августе. Развитие яиц успешно происходит при температурах от +18 до +35 °С.

## Систематика
Долгое время крымского геккона считали подвидом средиземноморского тонкопалого геккона (Mediodactylus kotschyi). Однако, проведённые молекулярно-генетические исследования разных популяций этого вида показали генетические отличия крымского геккона от других популяций этого вида, достаточные для выделения его в отдельный вид. Данные исследования показали также генетическую близость к популяциям из Крыма и востока Балкан популяций с юго-запада Малой Азии и небольшого острова Гавдос, расположенного в восточной части Средиземного моря немного южнее Крита. До этих исследований популяция с Гавдоса выделялась в отдельный подвид средиземноморского тонкопалого геккона, который считали близким трём другим островным подвидам с расположенных неподалёку островов южной части Греческого архипелага и объединяли в одну группу подвидов. В итоге исследований все материковые популяции Mediodactylus danilewskii были отнесены к номинативному подвиду Mediodactylus danilewskii danilewskii (Strauch, 1887), а островная популяция с Гавдоса выделена в особый подвид Mediodactylus danilewskii kalypsae (Štěpánek, 1939). Однако данные исследования не являются исчерпывающими по систематике таксонов группы Mediodactylus kotschyi и упомянутые подвиды крымского геккона в будущем, при проведении дополнительных исследований, могут быть дополнены ещё по крайней мере двумя популяциями с севера Малой Азии. Так, результаты молекулярно-генетических исследований показали определённую близость к популяциям подвида Mediodactylus danilewskii danilewskii популяции средиземноморских тонкопалых гекконов из турецкого Закавказья, выделяемой в настоящее время в подвид Mediodactylus kotschyi colchicus (Nikolsky, 1902), а к подвиду Mediodactylus danilewskii kalypsae — популяции с северо-востока Малой Азии, известной как Mediodactylus kotschyi ponticus (Baran et Gruber, 1982).

## Охрана
Редкий исчезающий вид по всему ареалу. Крымский геккон был занесён в Красную книгу СССР как редкий подвид. В настоящее время занесён в Красную книгу Украины и Красную книгу Республики Крым как вид с сокращающейся численностью.

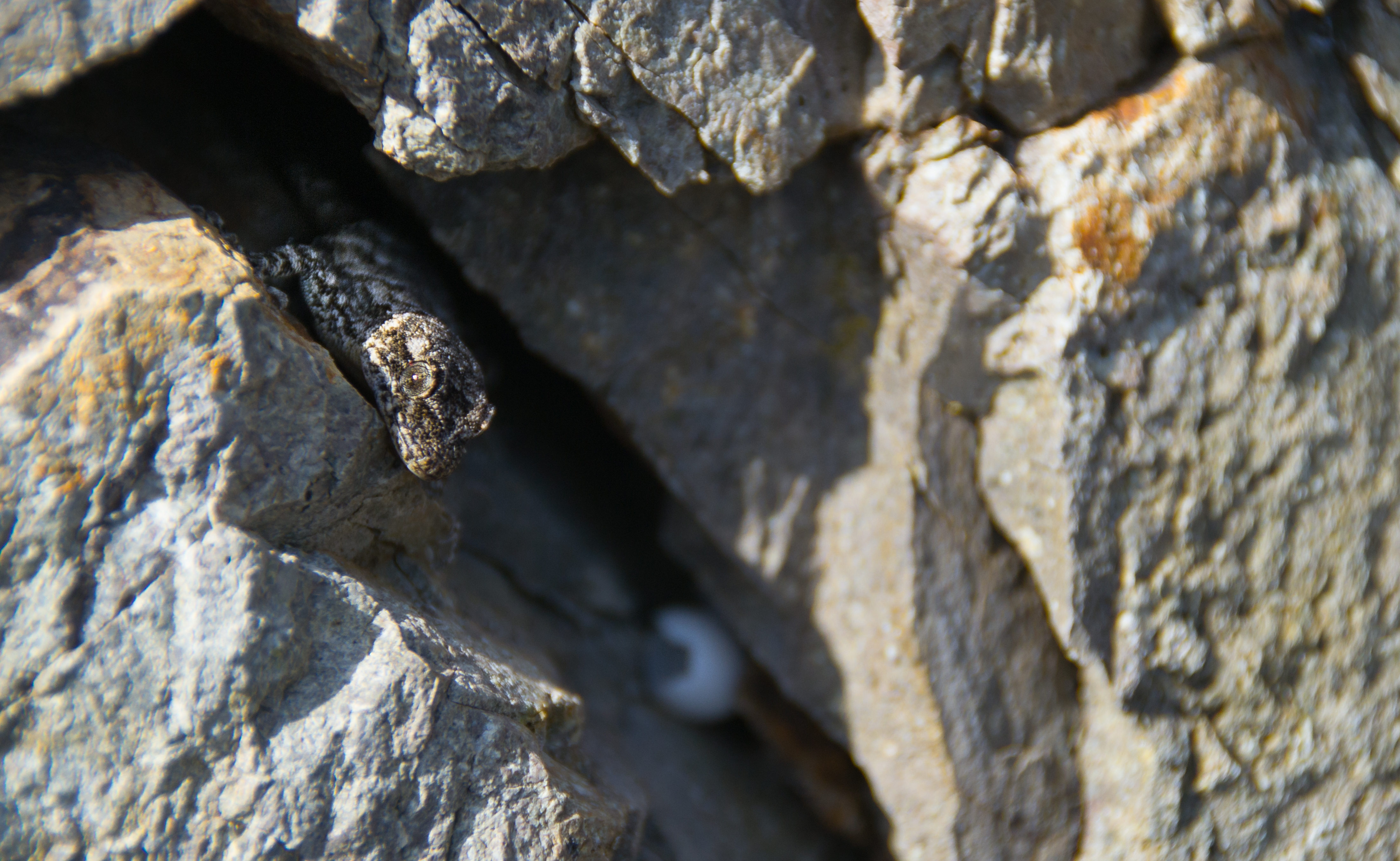
Крымский геккон возле кладки яиц в расщелине скалы
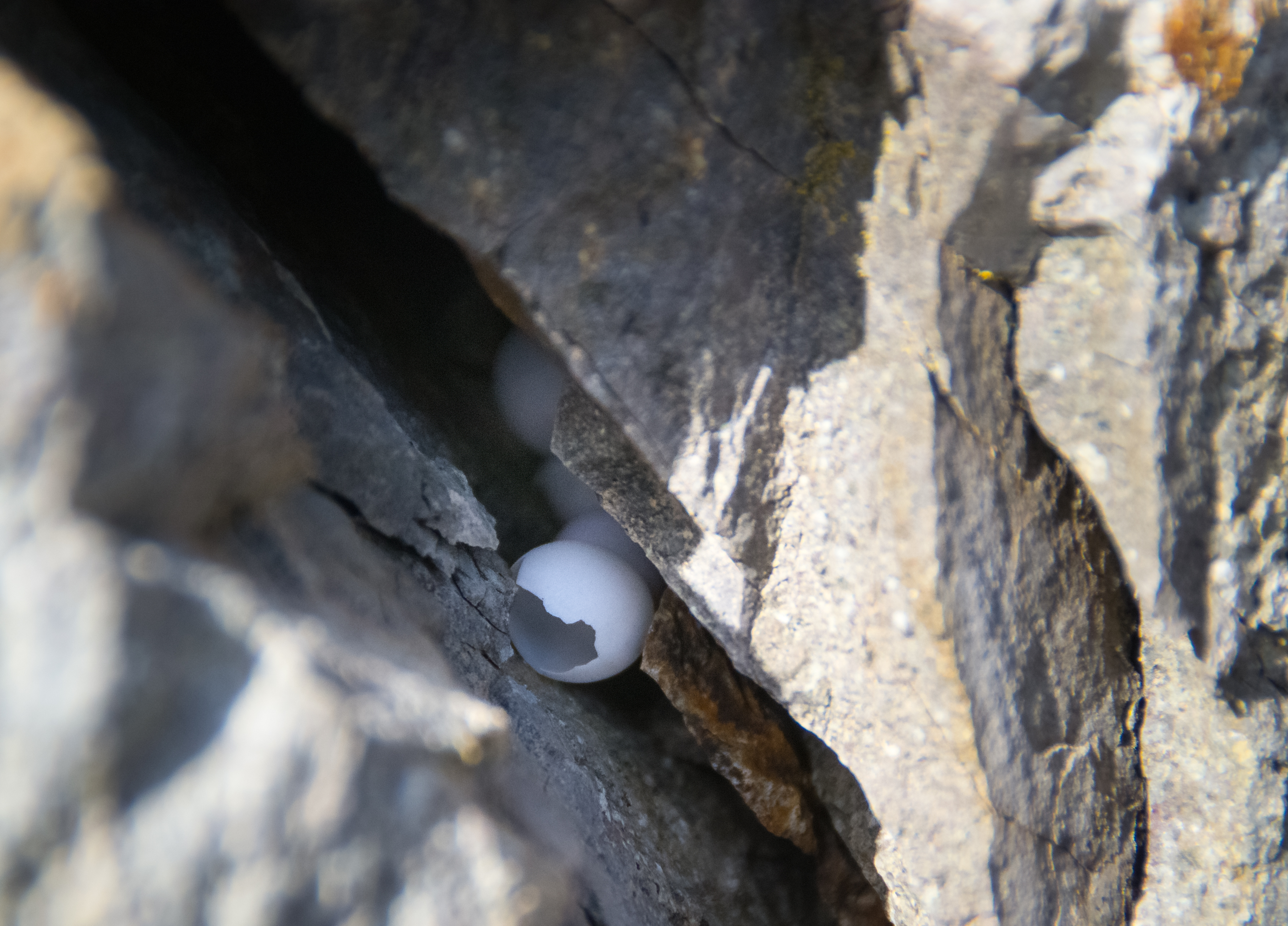
Яйцо крымского геккона, из которого вылупился детёныш
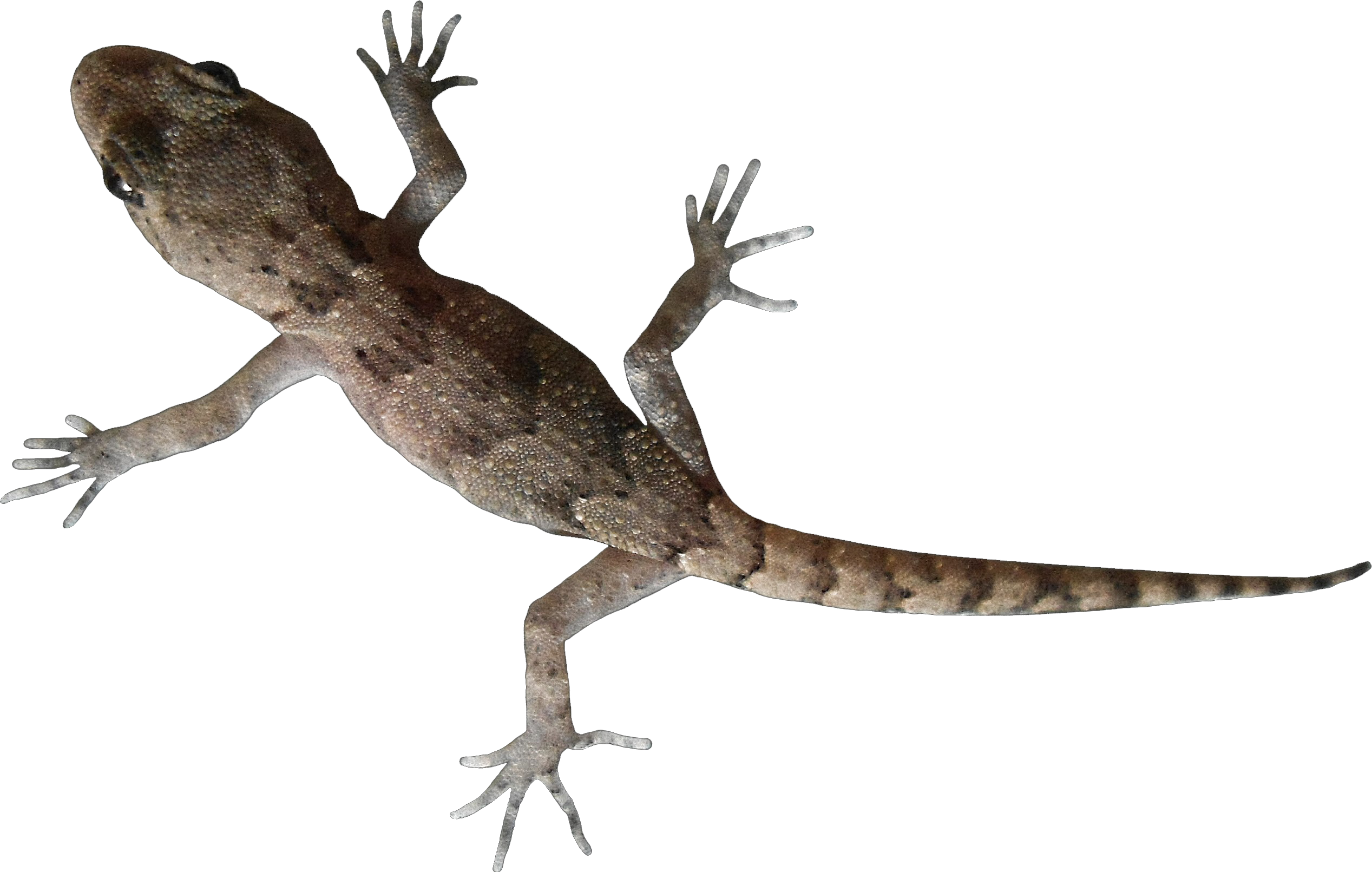
Молодой крымский геккон